# Porto Valtravaglia
Porto Valtravaglia is een gemeente in de Italiaanse provincie Varese (regio Lombardije) en telt 2464 inwoners (31-12-2004). De oppervlakte bedraagt 16,0 km², de bevolkingsdichtheid is 159 inwoners per km².
De volgende frazioni maken deel uit van de gemeente: Ligurno, Muceno, Musadino, San Michele, C.na Profarè, C.na Bassa, Monte Pian Nave, Monte della Colonna, Monte Ganna, Domo, Torre, Casa Piano Croce.

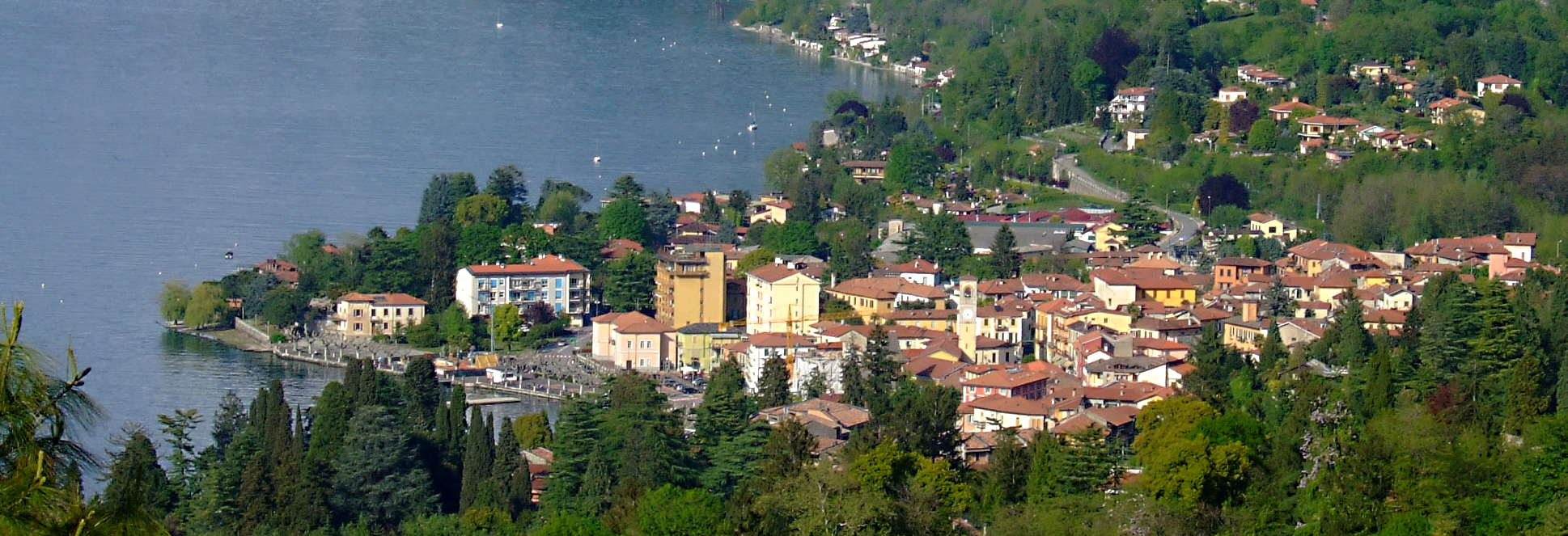
Porto Valtravaglia
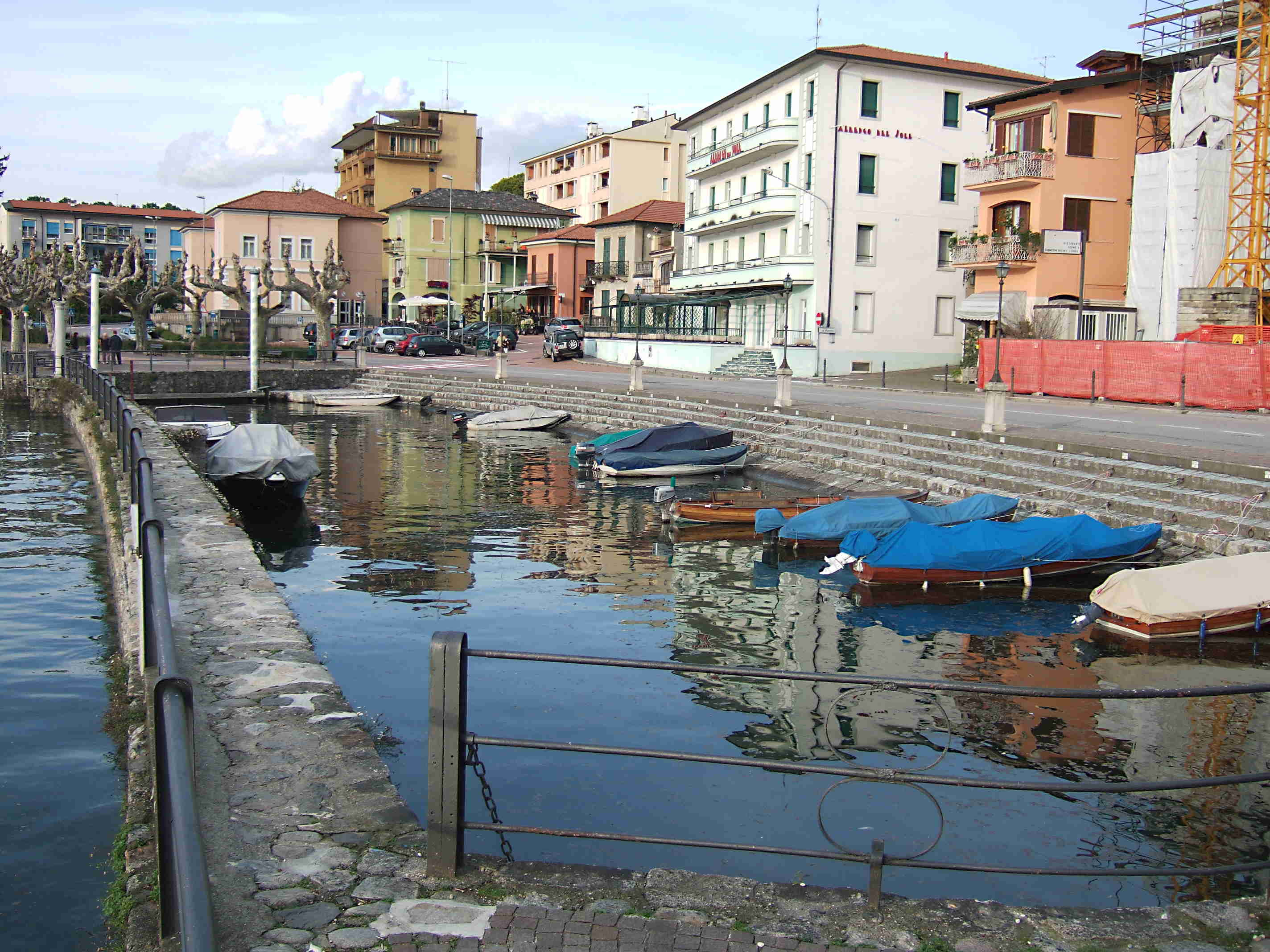
Haven van Porto Valtravaglia

## Demografie
Porto Valtravaglia telt ongeveer 1100 huishoudens. Het aantal inwoners daalde in de periode 1991-2001 met 0,9% volgens cijfers uit de tienjaarlijkse volkstellingen van ISTAT.
| Jaar | Inwoneraantal |
| ---- | ------------- |
| 1991 | 2409          |
| 2001 | 2387          |

## Geografie
De gemeente ligt op ongeveer 199 m boven zeeniveau.
Porto Valtravaglia grenst aan de volgende gemeenten: Brezzo di Bedero, Brissago-Valtravaglia, Casalzuigno, Castelveccana, Duno, Ghiffa (VB), Oggebbio (VB).